# براد ائون
برادلی ائون (به انگلیسی: Bradley Owen) (زاده ۲۳ مه ۱۹۵۰) سیاستمداری آمریکایی است. وی عضو حزب دموکرات است و در حال حاضر به عنوان پانزدهمین معاون فرماندار ایالت واشینگتن خدمت می‌کند. او نیز شخصی مخالف سقط جنین توصیف می‌شود.